# Dillinger è morto
Dillinger è morto és una pel·lícula dramàtica italiana de 1969 dirigida per Marco Ferreri. És protagonitzada per Michel Piccoli, Anita Pallenberg i Annie Girardot. La història és una barreja obscurament satírica de fantasia i realitat sobre un home avorrit i alienat al llarg d’una nit a casa seva. El títol prové d’un titular del diari aparegut a la pel·lícula que proclama la mort de l'autèntic gàngster nord-americà John Dillinger.
La pel·lícula va resultar controvertida en el seu llançament inicial per la seva temàtica i violència, però ara és considerada generalment com l’obra mestra de Ferreri. Va ser aclamada per la influent revista de cinema francesa Cahiers du cinéma i després Ferreri va treballar i va viure a París durant molts anys. Des de mitjan anys vuitanta, la pel·lícula s'ha projectat molt rarament.

## Sinopsi
Glauco, un dissenyador industrial de màscares antigàs de mitjana edat, es cansa de la seva ocupació. Després d’haver comentat l’alienació amb un company de fàbrica, torna a casa. La seva dona està al llit amb mal de cap però li ha deixat el sopar, que s'ha refredat. No està satisfet amb el menjar i comença a preparar-se un àpat gurmet. Mentre recopilava ingredients, descobreix un vell revòlver embolicat en un diari de 1934 amb el titular "Dillinger està mort" i un relat de la mort del famós gàngster americà. Glauco neteja i restaura l’arma mentre continua cuinant el sopar, i després el pinta de vermell amb lunars blancs. També menja, mira una mica de televisió i projecta pel·lícules domèstiques, escolta música i sedueix la seva minyona. Amb l'arma, es suïcida diverses vegades. A la matinada dispara a la seva dona tres cops al cap mentre dorm. Després es dirigeix cap a la platja on aconsegueix una feina de cuiner en un iot amb destinació a Tahití.

## Repartiment
- Michel Piccoli - Glauco
- Anita Pallenberg - Anita, esposa de Glauco
- Annie Girardot - Sabina, la donzella
- Gino Lavagetto - Mariner
- Carla Petrillo
- Mario Jannilli - capità del iot
- Carole André - La propietària del vaixell
- Adriano Aprà - Crític de cinema

## Temàtica
La pel·lícula, i sobretot el final surrealista en què el personatge Glauco surt de casa i troba feina en un iot, ha estat interpretat de manera diferent. L'autor Fabio Vighi s'hi va plantejar des d'un punt de vista psicoanalític, suggerint que l'uxoricidi és un intent de "matar" alguna cosa dins seu. Glauco escenifica repetidament el seu propi suïcidi al llarg de la pel·lícula. L'assassinat final, doncs, és un mitjà per escapar de la seva vida eliminant el vincle principal amb el seu estil de vida burgès, que d'una altra manera seria incapaç d'abandonar.
L'escriptora Mira Liehm postula que el director Marco Ferreri va seguir l'estil del teatre de l’absurd i no va aplicar la psicologia ni la lògica als seus personatges, sinó que va situar les seves creacions absurdes en un context del món real. La casa amb molts luxes, com el menjador gourmet i el projector de pel·lícules, així com la neteja i la decoració de l’arma, són diversions sense sentit que atrapen Glauco en una presó metafòrica i l’ofega. El seu aïllament condueix a la mort o a una "fugida il·lusionada". Com va explicar l'historiador del cinema italià Paolo Bertetto, "la fugida a Tahití significa un tancament total de tots els horitzons, la paràlisi de totes les possibilitats; som reduïts a zero, desposseïts de totes les perspectives i restaurats al no-res original".

## Reconeixement
Es va presentar a concurs al 22è Festival Internacional de Cinema de Canes. Ha estat seleccionat entre els 100 film italiani da salvare
Als Nastri d'argento 1970 va guanyar el premi al millor argument original.
Segons el crític Viano Maurizio, a mitjans de la dècada de 1980, l'efecte de la Reaganomia al mercat del cinema va provocar la pràctica desaparició de Dillinger i rarament s'ha vist des de llavors. Va aparèixer a la retrospectiva Marco Ferreri del 2006 a Londres. The Criterion Collection va proporcionar una nova còpia restaurada per al Festival de Cinema de Telluride del 2007. Es va estrenar a Turner Classic Movies a Amèrica el 26 de juny de 2016.